# Arcadia (álbum)
Arcadia é o álbum de estreia da cantora-compositora e produtora estadunidense Caroline Polachek, sob o nome Ramona Lisa. Ele foi lançado em 15 de abril de 2014 através da gravadora Terrible Records na América do Norte, da marca Pannonica da Bella Union na Europa e no Japão e da gravadora Mistletone na Austrália e Nova Zelândia. O álbum foi precedido pelos singles "Arcadia", "Backwards and Upwards" e "Dominic".
Em setembro de 2014, Arcadia foi disponibilizado gratuitamente através de uma parceria com o BitTorrent. Um EP intitulado Dominic foi lançado em 9 de setembro de 2014, incluindo uma versão em inglês e uma em francês da faixa homônima, bem como a nova canção "Walking in the Cemetery" e um cover da canção "The Orchids" da banda Psychic TV. Um EP acústico intitulado Piano Versions foi lançado em 3 de março de 2015.

## Antecedentes
Caroline Polachek começou a se apresentar sob o pseudônimo Ramona Lisa em 2013, um nome originado em seu perfil no Facebook. Sobre o nome, Polachek explicou que "Ramona Lisa é um formato; ela não é uma pessoa, ela é mais como um gênero ou talvez mais como um roteiro. É como um conjunto de imagens, temas e formas que meio que funcionam juntos para mim." Polachek começou a escrever o álbum durante uma residência artística na Villa Medici em Roma, na Itália. Em uma entrevista à Pitchfork, ela descreveu como sua estadia em Roma inspirou os sons de Arcadia, afirmando: "Quando eu estava olhando para fora da janela em Roma, eu queria que esse tipo de música eletrônica fosse tão orgânica quanto o que eu estava vendo. Eu não acho que qualquer uma das ferramentas que eu estou usando sejam particularmente novas - vários dos instrumentos MIDI já existem há 15 anos - mas as composições tornam eles menos eletrônicos, mais misteriosos".
O álbum foi criado inteiramente no laptop de Polachek sem instrumentos ou microfones externos, exceto para gravar in loco os sons que ela ouvia em seus arredores. Ela cantou diretamente para o microfone integrado de seu computador, utilizando guarda-roupas de hotéis, terminais vazios de aeroportos e camarins inutilizados enquanto em turnê com sua banda Chairlift. A capa do álbum é uma fotografia pelo fotógrafo nova-iorquino Tim Barber.

## Composição
Polachek descreveu o álbum como "música eletrônica pastoral" e "um álbum conceitual de canções de amor que são metáforas para a natureza." As onze canções de Arcadia fluem entre si "enquanto Polachek explora o tumulto, a ansiedade e vontade amarga do amor."
A faixa-título é descrita como "uma crescente assombrosa [...] positivamente encharcada de uma atmosfera sinistra." "Backwards and Upwards" é uma "canção electropop distópica" que é uma sequência a "I Belong in Your Arms" de sua banda Chairlift. "Getaway Car" é uma faixa eletrônica lo-fi sobre incêndios criminosos e "roubos extravagantes". "Dominic" é uma faixa de pop ambiente inspirada em doo-wop que "caminha pela corrente emocional de ir por caminhos separados na manhã seguinte."

## Recepção crítica
| Críticas profissionais | Críticas profissionais |
| Pontuações agregadas   | Pontuações agregadas   |
| Fonte                  | Avaliação              |
| ---------------------- | ---------------------- |
| Metacritic             | 69/100                 |
| Avaliações da crítica  |                        |
| Fonte                  | Avaliação              |
| AllMusic               | [ 15 ]                 |
| Consequence of Sound   | C                      |
| Drowned in Sound       | 6/10                   |
| The Guardian           | 4 de 5 estrelas.       |
| NME                    | [ 16 ]                 |
| Pitchfork              | 6.8/10                 |
| Rolling Stone          | [ 17 ]                 |
| Under the Radar        | 7/10                   |

Arcadia recebeu uma nota média agregada de 69 de 100 no agregador de críticas Metacritic com base em 12 análises de profissionais, indicando "críticas geralmente favoráveis". Zander Porter da Consequence of Sound disse que apesar de apreciar os elementos lo-fi, eles ainda são decepcionantes. Tim Jonze do The Guardian considerou o álbum "um projeto secundário interessante que parece orgânico e experimental." Katherine St. Asaph elogiou a sonoridade pastoral do álbum e o fato de que ele "sugere que ainda há mais trabalhos interessantes a vir dela", mas disse que era improvável que o álbum fosse conquistar novos fãs para Polachek. Russell Warfield da Drowned in Sound considerou as canções "subdesenvolvidas", mas "evidentemente um trabalho de amor de Polachek."
O álbum foi incluído nas listas de melhores álbuns de 2014 da Under the Radar e da Dazed Digital na 83ª e 18ª posição, respectivamente.

## Alinhamento de faixas
Todas as faixas escritas e produzidas por Caroline Polachek.
| N.º            | Título                                             | Duração |  |
| 1.             | "Arcadia"                                          | 4:11    |  |
| 2.             | "Backwards and Upwards"                            | 4:00    |  |
| 3.             | "Getaway Ride"                                     | 3:55    |  |
| 4.             | "Avenues"                                          | 2:41    |  |
| 5.             | "Lady's Got Gills"                                 | 4:34    |  |
| 6.             | "Hissing Pipes at Dawn (They're Playing Our Song)" | 2:14    |  |
| 7.             | "Dominic"                                          | 3:57    |  |
| 8.             | "Arcadia Reprise"                                  | 0:57    |  |
| 9.             | "Izzit True What They Tell Me"                     | 5:16    |  |
| 10.            | "Wings of the Parapets"                            | 3:14    |  |
| 11.            | "I Love Our World"                                 | 5:45    |  |
| Duração total: | Duração total:                                     | 41:44   |  |